# Wheeler County (Georgia)
Wheeler County is een county in de Amerikaanse staat Georgia.
De county heeft een landoppervlakte van 771 km² en telt 6.179 inwoners (volkstelling 2000). De hoofdplaats is Alamo.